# Lupinus villosus
Люпин волохатий (Lupinus villosus) — вид рослини родини бобові.

## Назва
В англійській мові має назву «дівочий люпин» (англ. Lady Lupine).

## Будова
Рослина має задерев'янілий стовбур при основі, по формі нагадує кущ діаметром до 60 см. Стебла та листя вкриті густими кошлатими волосинками. Люпин волохатий має лавандово-блакитні квіти з червоною цяткою на центральній пелюстці. Листя 2,5-7 см довжиною. Плід — волохатий стручок.

## Поширення та середовище існування
Зростає на південному сході США на пісках.

## Галерея

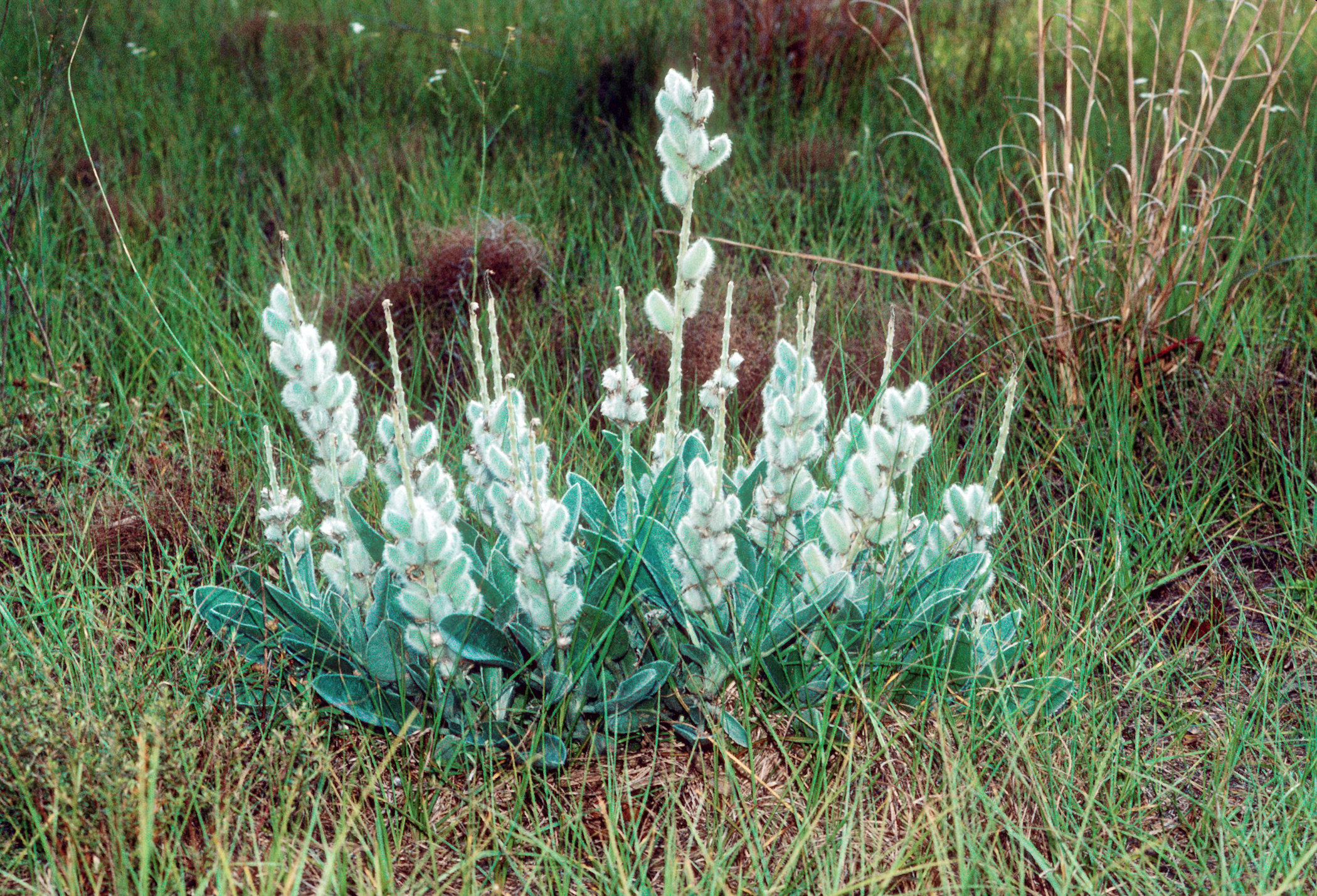
Плоди
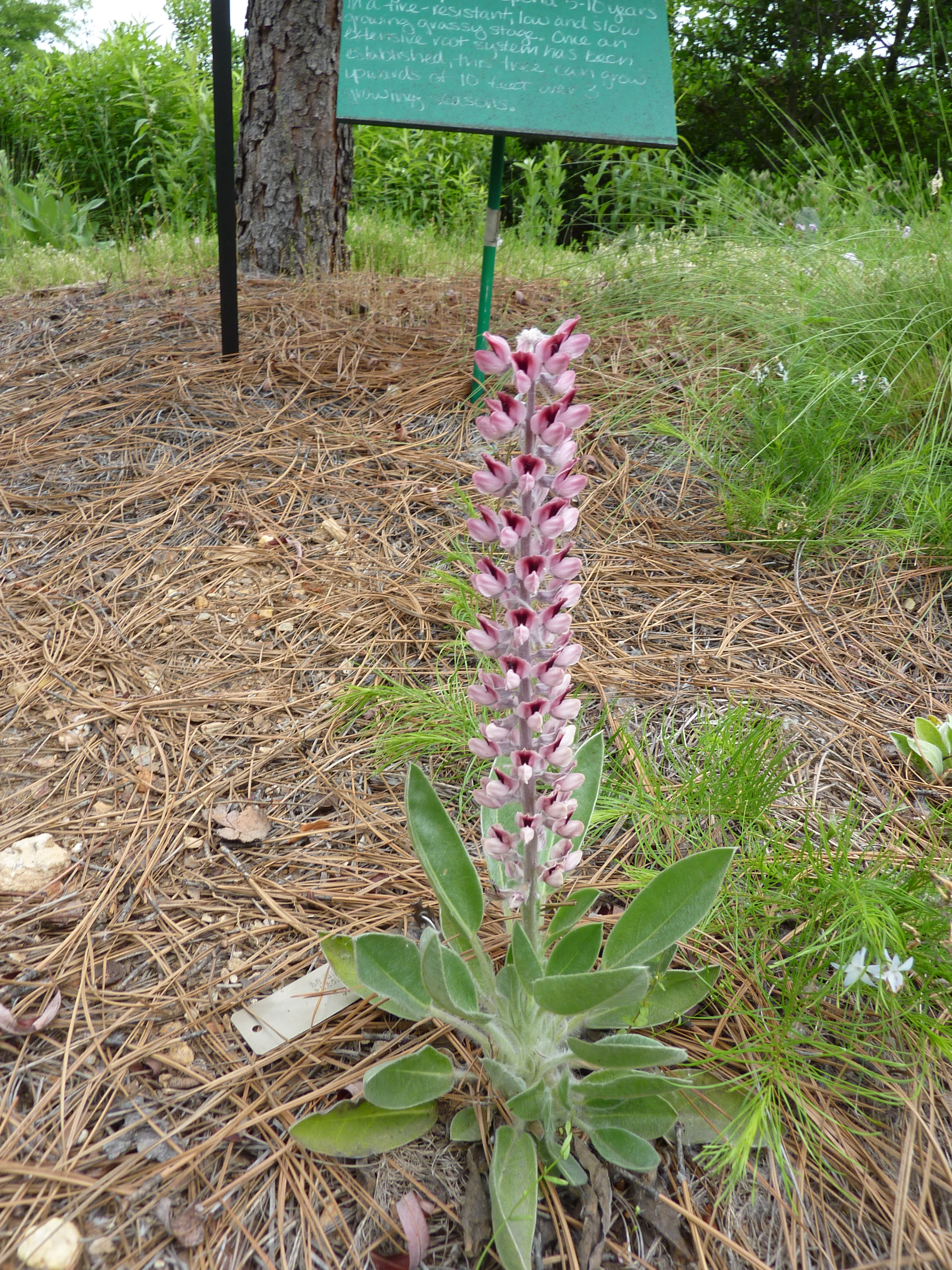
Квітка